# Florencio Rodríguez Vaamonde
Florencio Rodríguez Vaamonde (Tui, 22 de febrer de 1807 - Madrid, 10 de juny de 1886) fou un polític gallec, ministre durant el regnat d'Isabel II d'Espanya.

## Biografia
Era fill d'Agustín Rodríguez Vaamonde. Es llicencià en dret a la Universitat de Santiago de Compostel·la. Va pertànyer al Partit Moderat. Fou fiscal del jutjat de Tui (1837-1838), diputat a Cortes per Pontevedra en quatre legislatures (1839-1846) i per Ribadavia (1846-1847), i senador vitalici el 1847. També fou rector de la Universitat de Madrid els anys 1846 i 1847.
En 1847 fou designat Ministre de Gràcia i Justícia en el gabinet del president Joaquín Francisco Pacheco Gutiérrez. Fou nomenat ministre de la Governació entre 1863 i 1864 en el gabinet de Manuel Pando Fernández de Pinedo, membre de la Reial Acadèmia de Ciències Morals i Polítiques des de la seva fundació el 1857, també en fou president des de 1869 fins a la seva mort. Tornaria a ser senador per La Corunya el 1876 i per l'Acadèmia el 1877.

## Obres
- Ensayo sobre la prisión por deudas, 1867
- Estudio sobre la propiedad enfitéutica: y las leyes de 20 de agosto y 16 de septiembre de 1873 relativas a la redención de foros y otras cargas territoriales, 1883.